# Malente
Malente là một đô thị thuộc huyện Ostholstein, bang Schleswig-Holstein, Đức. It is about 5 km northwest of Eutin and 35 km north of Lübeck.